# 虎山長城
虎山長城（こざんちょうじょう）は、中華人民共和国遼寧省丹東市寛甸満族自治県虎山鎮虎山村に位置する遺構で、万里の長城の東端とされるが異論もある。
朝鮮民主主義人民共和国（北朝鮮）を見ることができ、修復のうえ有料の観光地化されている。

## 概要

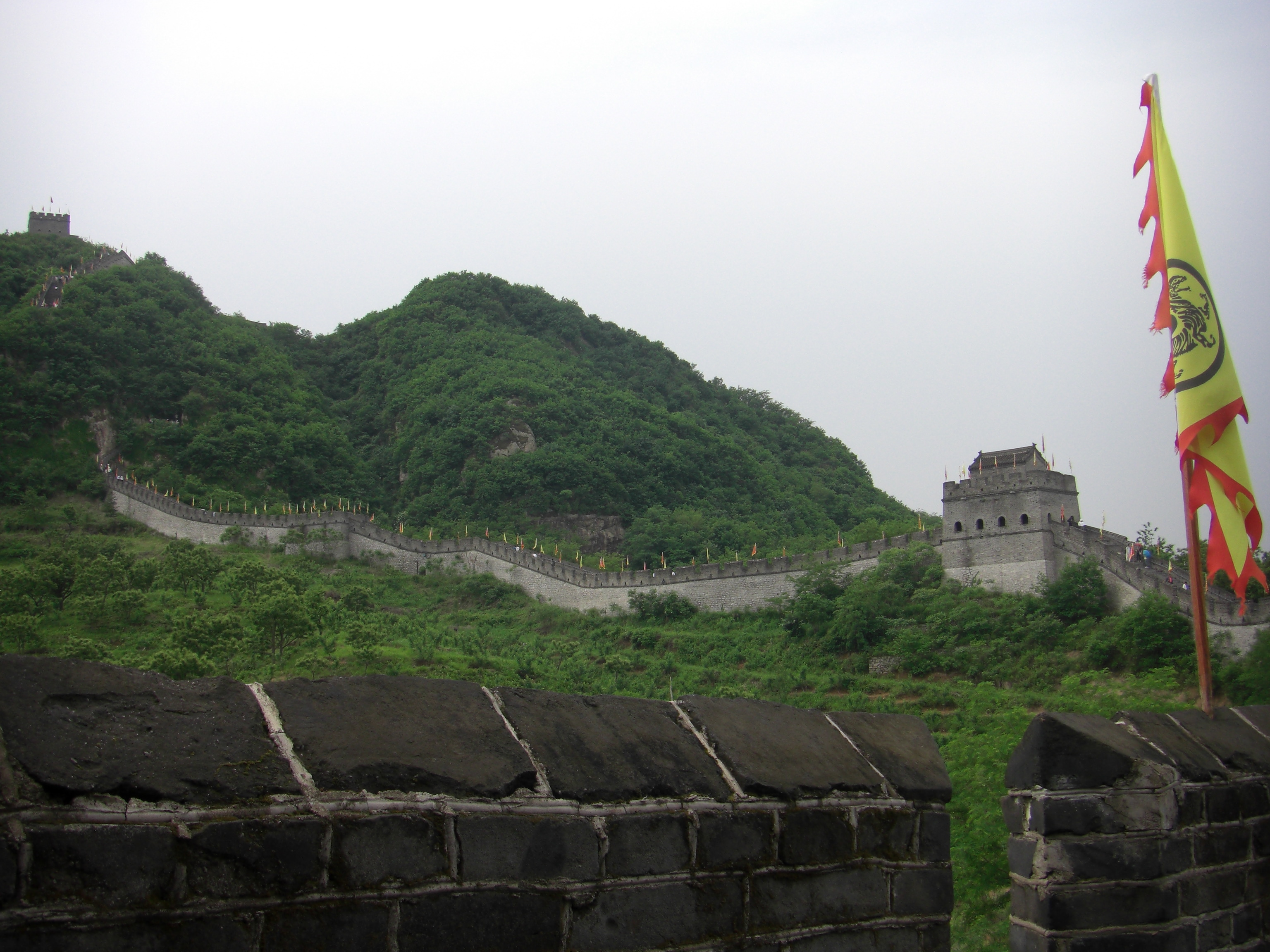
長城の頂上を望む

遺構のある山は遠くから見ると虎が座っているように見えるため「虎山」と称され、また遺構から出土する煉瓦が周辺住民の建築にも使われたことから「石山」とも称された。丹東市街より20キロメートル、鴨緑江に沿って北上してその支流の愛河を渡ったところにある。鴨緑江を隔てて、北朝鮮領の中洲が広がる。遺構下に鴨緑江の川幅がわずか数メートルの場所があって、一歩跨げばその中洲に上陸できるといった意味で「一歩跨」と呼ぶ展望台も設置されている。
現在長城遺構を散策できるように整備されている。入口からしばらくはゆるやかな傾斜であるが、途中より稜線に沿った急勾配となり最高地点である標高146.3メートルまで達する。その先を中腹まで下りたところで長城は途切れ、その後は険しい遊歩道となり、途中に吊り橋がある。

## 歴史
明の成化5年（1469年）に勢力を強めた後金（後の清）と海上からの外敵の侵入を防ぐ目的で造られ、明末期に後金の勢力下になって破棄された、とされる。
1989年、空から遼寧省の長城を調査して明書の通りに、虎山から始まり西へ撫順、瀋陽、遼陽、鞍山、錦州を経て河北省との境界の山海関長城までつながっていることが想定された。虎山の600数メートルの長城の遺跡が発掘され、1990年に羅哲文などの万里の長城の専門家らによる実地調査で、明の時代の長城の東端の起点と認定された。それまで万里の長城の東端は山海関とされていたが、この認定により万里の長城は1000数キロメートル延長されることとなった。1992年に380万元を投資して、600数メートルの虎山長城を修復の名目で建造した。さらに、2000年には2230万元が投資され、1000数メートルの長城の主体も修復の名目で建造された。
一方、虎山より東側に北朝鮮の平壌に伸びる燕の時代の長城の遺構があり、虎山長城も明の時代の建造物ではなく燕の時代の長城と見る説もある。

## 写真集

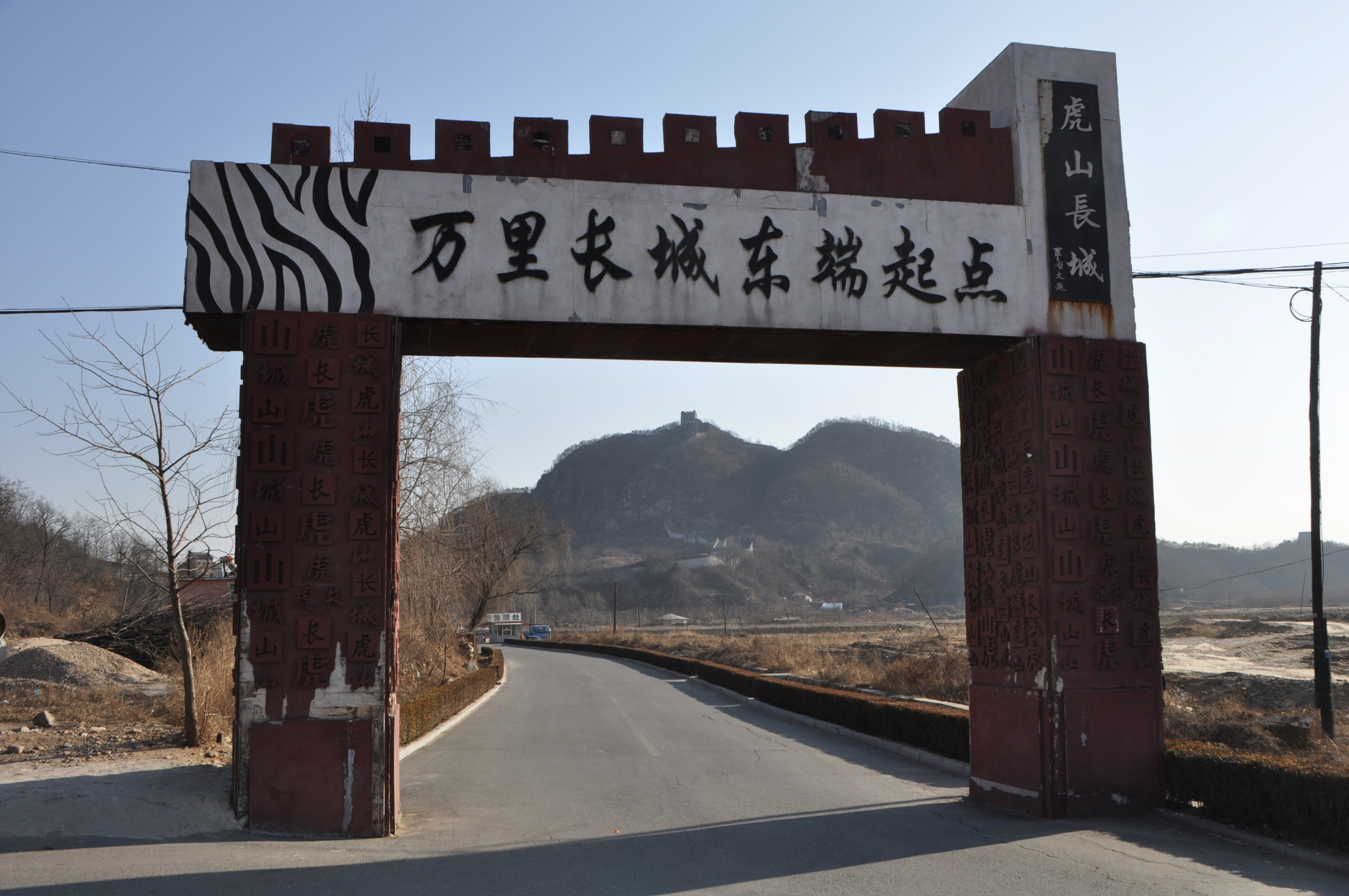
虎山長城への入り口